# Louisiana Music Hall of Fame
De Louisiana Music Hall of Fame (LMHOF) is een non-profit organisatie gevestigd in Baton Rouge, de hoofdstad van de Amerikaanse staat Louisiana. De organisatie heeft als doel de muziekcultuur en erfgoed van de staat te eren en te behouden en om voorlichting te geven over de unieke rol van de staat bij haar bijdragen aan de Amerikaanse inheemse en populaire muziek in de 20e eeuw.

## Artiesten
Onder de ruim 250 artiesten die  zijn opgenomen in de Louisiana Music Hall of Fame bevinden zich:
- Fats Domino
- Jerry Lee Lewis
- Little Richard
- Dave Bartholomew
- Elvis Presley
- Johnny Rivers
- Lloyd Price
- Lead Belly
- Cosimo Matassa
- Louis Armstrong
- Mahalia Jackson
- Pete Fountain
- Buddy Guy
- Ellis Marsalis
- Webb Pierce
- Dale Hawkins
- Louis Prima
- Percy Sledge
- Irma Thomas
- Roy Brown
- "Dr. John" Mac Rebennack
- Jelly Roll Morton
- Allen Toussaint
- Alvin Lee Johnson
- Bill Conti
- Tim McGraw
- Trace Adkins
- Hank Williams sr.
- Hank Williams jr.